# KDR
KDR (англ. Kinase insert domain receptor, CD309), или Рецептор фактора роста сосудистого эндотелия, тип 2 (англ. vascular endothelial growth factor receptor 2, VEGFR-2), — белок тирозинкиназа, рецептор фактора роста VEGF, продукт гена человека KDR. 

## Функции
Протеинкиназа VEGFR-2 действует как рецептор для факторов роста VEGFA, VEGFC и VEGFD. Играет важную роль в регуляции ангиогенеза, сосудистого развития, проницаемости сосудов и эмбрионального гематопоэза. Повышает пролиферацию, выживаемость, миграцию и дифференцировку эндотелиальных клеток. Приводит к реорганизации актинового цитоскелета клетки. Изоформы 2 и 3, у которых отсутствует трансмембранный домен, могут действовать как ингибирующие рецепторы для факторов роста VEGFA, VEGFC и VEGFD. Изоформа 2 действует как отрицательный регулятор лимфангиогенеза, опосредованного VEGFA и VEGFC, за счёт ограничения количества свободных VEGFA и/или VEGFC и предотвращения их связывания с FLT4. 
Модулирует сигнальнуе пути FLT1 и FLT4, образуя гетеродимеры с последними. Связывание VEGF с изоформой 1 VEGFR-2 приводит к активации нескольких сигнальных путей. Активация PLCG1 приводит к генерации таких вторичных посредников как диацилглицерина и 1,4,5-трифосфата и активации протеинкиназы C. Опосредует активацию сигнальных путей MAPK1/ERK2, MAPK3/ERK1 и the MAP-киназ, а также AKT1. Опосредует фосфорилирование регуляторной субъединицы фосфатидилинозитол-3-киназы PIK3R1. VEGFR-2 способен индуцировать NOS2 и NOS3, что приводит к синтезу окиси азота (NO) эндотелиальными клетками
Фофорилирует PLCG1, а также может фосфорилировать FYN, NCK1, NOS3, PIK3R1, PTK2/FAK1 и SRC.

## Взаимодействия
VEGFR-2 взаимодействует с SHC2, Аннексин A5 и SHC1.